# Исполиновка
Исполиновка — посёлок в Вельском районе Архангельской области. Входит в состав муниципального образования «Хозьминское».

## География
Посёлок расположен в 38,3 километра на северо-запад от города Вельск на правом берегу реки Елюга, в месте впадения её в реку Вель. Ближайшие населённые пункты: на северо-западе деревня Никитинская, на востоке посёлок Хозьмино, являющийся административным центром муниципального образования.
Часовой пояс
Исполиновка, как и вся Архангельская область, находится в часовой зоне МСК (московское время). Смещение применяемого времени относительно UTC составляет +3:00.

## Население
| 2002 | 2010 | 2012 | 2014 |
| ---- | ---- | ---- | ---- |
| 82   | ↘58  | ↗62  | ↘58  |

## История
По местной легенде, посёлок был основан купцом Исполином в 1810 году, когда он, путешествуя в этих краях, был пленён красотой здешних мест. Однако, поселение возникло в 1898 году, когда сын священника, писарь Александр Андреевич Исполинов получает у схода крестьян Хозьминского сельского общества разрешение на строительство и обустраивает здесь свой починок. В дальнейшем вокруг его дома образовалось поселение. В 1900-х годах Исполинов продает свой дом Вельской городской управе для организации школы. 